# Cluain Iraird
Cluain Iraird (łac. Dioecesis Clonerdensis) – stolica historycznej diecezji w Irlandii, erygowanej w 520, a zlikwidowanej w roku 1202. Współcześnie miejscowość Clonard w hrabstwie Meath. Obecnie katolickie biskupstwo tytularne.

## Biskupi tytularni
| Lp. | Biskup                 | Funkcja                                 | Od               | Do              |
| --- | ---------------------- | --------------------------------------- | ---------------- | --------------- |
| 1   | René Toussaint         | emerytowany biskup Idiofa (Zair)        | 21 maja 1970     | 23 lipca 1976   |
| 2   | Austin Bernard Vaughan | biskup pomocniczy Nowego Jorku (USA)    | 24 maja 1977     | 25 czerwca 2000 |
| 3   | Michael Burbidge       | biskup pomocniczy Filadelfii (USA)      | 21 czerwca 2002  | 8 czerwca 2006  |
| 4   | Timothy Costelloe      | biskup pomocniczy Melbourne (Australia) | 30 kwietnia 2007 | 20 lutego 2012  |
| 5   | Peter Byrne            | biskup pomocniczy Nowego Jorku (USA)    | 14 czerwca 2014  |                 |